# Roewe i5
Roewe i5 — компактный седан, выпускаемый компанией SAIC Motor с 2017 года. Доступный как седан и электрический универсал, последний был впервые представлен в версии электрического универсала Roewe Ei5, дебютировавшего на автосалоне в Гуанчжоу в 2017 году. На экспортных рынках модель продается под британской маркой MG Motor. Модель седана продается как MG5, а вариант универсала с аккумуляторной батареей продается в Европе как MG5 EV и в Таиланде как MG EP или MG ES. Roewe i5 (MG5 на экспортных рынках) представляет собой модель с бензиновым двигателем и доступен только как бензиновый седан, а аккумуляторный электрический Ei5 доступен только как универсал. Двигатели для i5 — это тот же 1,5-литровый рядный 4-цилиндровый бензиновый двигатель и 1,5-литровый рядный 4-цилиндровый бензиновый двигатель с турбонаддувом от Buick Excelle GX.

## Рестайлинг 2021
В 2021 модельном году в Китае i5 получил обновленный дизайн, в котором принята философия дизайна «Молодежь, динамика и качество», включающая обновленный дизайн передней и задней части, измененный боковой профиль, новые легкосплавные диски и внутреннюю отделку. Обновленная модель оснащена 1,5-литровым двигателем с турбонаддувом Bluecore и 1,5-литровым двигателем SAIC, при этом 1,5-литровый двигатель с турбонаддувом развивает 171 л. с и 250 Нм, и 1,5-литровый двигатель мощностью 122 л. с и 150 Нм.

## i5 GT
На автосалоне в Чэнду 2021 года была представлена более спортивная комплектация под названием Roewe i5 GT. i5 GT оснащен теми же двигателем и трансмиссией, что и базовый седан i5, но имеет измененный дизайн переднего и заднего бамперов с увеличенными решетками.

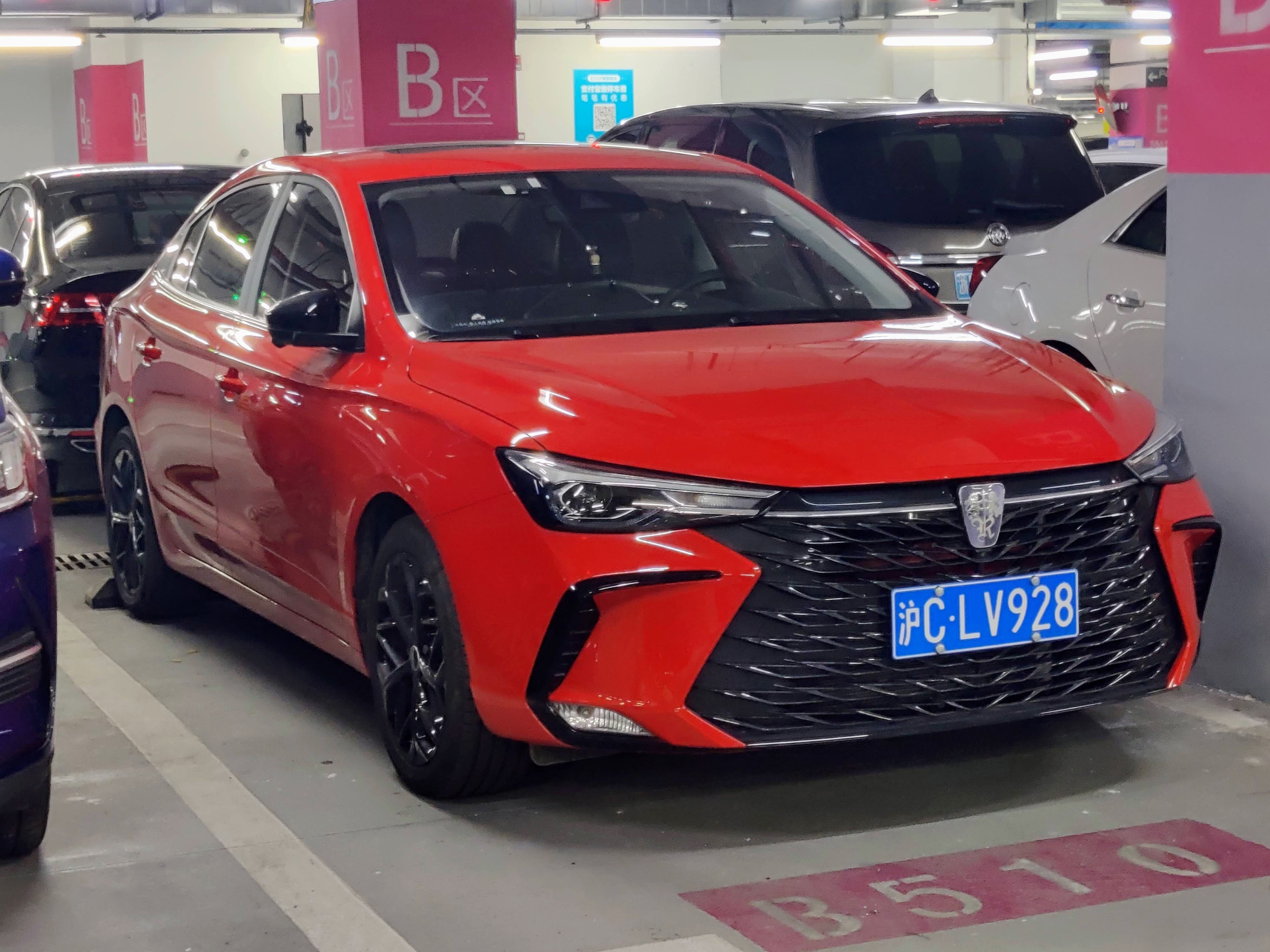
Roewe i5 GT спереди

## Рестайлинг 2023
Roewe i5 претерпел второй рестайлинг, которая был запущен в июне 2023 года. Это масштабная реконструкция, включающая новый дизайн передней и задней части, боковые крылья и новый интерьер.